# В далёком созвездии Тау Кита…
«В далёком созвездии Тау Кита…» (название по первой строке текста) — юмористическая песня Владимира Высоцкого, написанная в 1966 году, вероятно, в Тбилиси и посвящённая фантастической теме космического полёта и дальнейшего контакта с внеземной цивилизацией. Некоторое время входила во все концерты автора (более 30 фонограмм записано только за 1966—1968 годы), включена в первый посмертный сборник Высоцкого «Нерв» (1981). В тексте песни широко используются как современные автору научные идеи и гипотезы, так и штампы массовой научной фантастики, поданные в основном в пародийной форме. Многие исследователи полагают, что Высоцкий также высмеивает в песне социальные эксперименты в КНР и проблематичные советско-китайские отношения.

## Сюжет
В далёком созвездии Тау Кита

Всё стало для нас непонятно, —

Сигнал посылаем: «Вы что это там?» —

А нас посылают обратно.

На Тау Ките

Живут в тесноте —

Живут, между прочим, по-разному —

Товарищи наши по разуму.
В «далёком созвездии Тау Кита» (сознательная ошибка — Тау Кита не созвездие, а звезда с планетарной системой в созвездии Кита) происходят непонятные события. На запросы с Земли получен грубый ответ. С Земли к Тау Кита «по световому лучу» направлен космический корабль с лирическим героем, чтобы разобраться в происходящем на месте. Время полёта герой проводит в анабиозе и всё реже выходит на связь с местом назначения — «Уж очень они хулиганят», а юмор их кажется ему «безобразным».
После посадки герой, мало знакомый с культурой инопланетян, пытается наладить контакт и обращается к местным жителям с упрёками. При этом «кибернетический гид» переводит матерные русские идиомы дословно, так что стыдно становится самому говорящему. В итоге герой осознаёт, что среди местного населения нет особей мужского пола, а взятая им «за грудки» таукитянка заявляет, что они, как представители передовой цивилизации, теперь «не хотят с мужчинами знаться», перейдя на почкование.
Герой в шоке ведёт космический корабль обратно на Землю, опасаясь, что и там за время его отсутствия могли произойти большие и нежелательные для него перемены. Согласно «гнусной теорьи Эйнштейна», за время, проведённое им в полёте, на Земле должны пройти триста лет и, возможно, там тоже перешли на бесполое размножение.

## Обстоятельства создания
В собраниях сочинений Высоцкого песня датируется 1966 годом, как и другая фантастическая песня «Марш космических негодяев». Источники расходятся в более точной датировке времени создания. Так, А. Е. Крылов пишет об осени 1966 года и в качестве наиболее поздней возможной даты написания указывает 5 ноября — день авторского концерта в ДК Московского электролампового завода, на котором она была исполнена. С другой стороны, в «Индексе фонограмм» Высоцкого фигурируют более ранние записи песни — от 9 сентября (фонограмма Бориса Евсеева) и октября 1966 года (запись «Ревизионизм»). По словам второй жены Высоцкого Людмилы Абрамовой, и «Тау Кита», и «Марш космических негодяев» были написаны Высоцким в гостинице в Тбилиси во время гастролей Театра на Таганке в Грузии летом 1966 года.
В период создания этих двух песен, а также написанной в том же году песни «Каждому хочется малость погреться...» Высоцкий относился к научной фантастике достаточно серьёзно. Его однокурсник Георгий Епифанцев вспоминал, что уже в студенческие годы тот сочинял стихи о космических полётах. По словам Абрамовой, её муж «в „тарелки“ верил, а пришельцев ждал», вплоть до того, что готов был принять за летающую тарелку светящийся объект в небе, оказавшийся фонарём на подъёмном кране. Октябрём 1965 года датируется встреча Высоцкого со Станиславом Лемом, подарившим барду свою книгу с дарственной надписью. Отношение барда к фантастике начало меняться на скептическое, а затем и насмешливое, позже. Об этой перемене свидетельствуют черновой вариант песни «Наши предки — люди тёмные и грубые» (1967 год, со строками «Все кругом смеются — всяк с уверенностью знает: // Никаких там блюдцев и тарелок не бывает!») и ещё более поздний иронический образ летающих тарелок в «Письме в редакцию…». Исполняя эту последнюю песню на концертах, Высоцкий уже говорил о летающих тарелках, что «многие их видели, а некоторые в них летали уже».
Р. Э. Нудельман, ссылаясь на слова самого Высоцкого, рассказывал, что «Тау Кита» и «Космические негодяи» задумывались как часть «пародийно-космического» цикла для несостоявшегося «Театра фантастики». Впоследствии исследователи творчества Высоцкого, опираясь на его собственные комментарии во время концертов, определили, что текст песни отсылает к ряду научных теорий, рассматривавшихся в журналах «Наука и жизнь» за март 1966 года, «Техника — молодёжи» за март и апрель того же года, а также в альманахе «Эврика» за 1965 год (подробнее см. Научно-фантастические аспекты).

## Исполнение и публикация
«Тау Кита» быстро стала популярной и некоторое время исполнялась Высоцким на всех его концертах. Только за последние месяцы 1966 года и за последующие два года сделано свыше 30 записей этой песни (известны также фонограммы, сделанные в августе 1969, 1972 и 1978 годах). В некоторых записях имеются текстовые вариации. В частности, вместо «В запале я крикнул им: мать вашу, мол!» могло звучать «В запале я крикнул им: что же вы, мол!». Это расхождение позже стало причиной коллизии вокруг болгарского перевода песни: критик, знакомый с более мягким вариантом, упрекал переводчика за то, что тот «превратил „Чего же вы мол?“ в „Ах, вашата мама!“ („Ах, мать вашу!“)».

Исполняя песню на концертах, Высоцкий предварял её кратким рассказом об источниках использованных в ней идей. В этом предисловии обычно фигурировала «книжка „Эврика“», где автор прочитал о принятых со звезды Тау Кита сигналах, которые английские астрономы считают упорядоченными и которые, возможно, свидетельствуют о присутствии разумной жизни. На одном из концертов, примерно через год после создания песни, место «Эврики» в качестве источника идеи занял журнал «Техника — молодёжи». На некоторых концертах (впервые — в январе 1967 года) бард упоминал и об источнике идеи об отказе от мужчин — статье в «Науке и жизни»: 
Не только у фантастов, но и даже в журнале «Наука и жизнь» была такая статья о том, что вообще мужчины скоро будут не нужны. Ну и вот по этому поводу мои мысли.
 Ссылался Высоцкий и на своих предшественников непосредственно в жанре научной фантастики, в произведениях которых земляне летят к другим мирам, где «какая-то цивилизация совсем отбилась от рук», чтобы «наводить там порядок».
В 1972 году песня появилась в США в составе альбома Underground Soviet Ballads. Vladimir Visotski (на обложке фигурирует как «Tam-Kita»), а когда в Париже в 1977 году издательством YMCA-Press была выпущена антология «Песни русских бардов», «В далёком созвездии Тау Кита» вошла в первую кассету первой серии этого издания.
В СССР текст песни был включён в первый посмертный сборник Высоцкого «Нерв» (1981). В середине 1980-х годов Иваном Станевым был опубликован перевод текста песни на болгарский язык.
В серии «На концертах Владимира Высоцкого», выпускавшейся в конце 1980-х годов фирмой звукозаписи «Мелодия», «Тау Кита» вошла в третий диск — «Москва — Одесса». Серия, состоявшая из 21 диска, была подготовлена Всеволодом Абдуловым и Игорем Шевцовым при участии комиссии по творческому наследию Высоцкого,  возглавляемой Робертом Рождественским. В хронологической последовательности впервые была показана концертная деятельность барда, охватывавшая пятнадцатилетний период и включавшая более 250 песен. Обложки пластинок были оформлены художниками Театра на Таганке — Давидом Боровским и Семёном Бейдерманом. На лицевой стороне обложки содержались редкие, ранее не публиковавшиеся в прессе фотографии Высоцкого. На тыльной стороне кроме аннотации (для этой пластинки её написал Юлий Ким) фотография, соответствующая определенному периоду жизни поэта. На пластинке «Москва — Одесса» использовались концертные записи, сделанные в 1967 году Михаилом Крыжановским.

## Литературный и музыкальный анализ

### Музыка и структура песни
Высоцковед Л. Я. Томенчук приводит «В далёком созвездии…» в качестве примера характерного для Высоцкого приёма — замедления развития сюжета путём введения рефренов. В данном случае эти функции выполняют чётные строфы, без которых «останется весьма связный сюжет». Она же отмечает, что первые две строки песни исполняются на мелодию, совпадающую с мелодией песен «Братские могилы» и «Я женщин не бил до семнадцати лет...», разница между которыми, по её определению, в «маршевом» и «вальсовом» вариантах исполнения. Музыковед Н. Г. Шафер пишет, что у «Тау Кита», «Братских могил» и «Я женщин не бил…» общая «прародительница» — «Песенка о дураках» Булата Окуджавы. Кроме того, он обнаруживает совпадение отдельных мелодических оборотов в «Тау Кита» и ещё одной песне Высоцкого — «Поездка в город».

### Научно-фантастические аспекты
А. Е. Крылов в статье, посвящённой научным источникам, к которым отсылает текст песни, указывает, что идеи, звучащие в ней, высказывались в публикациях в научно-популярной прессе 1965 и 1966 года. Так, тема сигналов с Тау Кита и Эпсилона Эридана (в силу ряда схожих с Землёй параметров претендовавших в научно-фантастических произведениях второй половины XX века на роль колыбели внеземных цивилизаций) разбиралась в статье Б. Ляпунова «Проблема века» в журнале «Техника — молодёжи» за апрель 1966 года. Теме исследований Н. Кардашёва по оптимальной длине волн для связи со внеземными цивилизациями и объёмам передаваемой таким образом информации была посвящена статья «Зов Тау Кита» в альманахе-ежегоднике «Эврика», вышедшем в 1965 году. В этот же сборник входила статья «Голос звезды ЗС-273…» о радиолокации ближайших планет Солнечной системы — это, согласно Крылову, перекликается с формулировкой «Сигнал посылаем… А нас посылают обратно» в песне Высоцкого. Слова о полёте «по световому лучу», возможно, отражают идеи из статьи Г. Покровского «Связь с орбитальными станциями будущего» в «Технике — молодёжи» за апрель 1966 года, в которой говорилось о возможности передавать на орбиту с помощью луча квантового генератора «не только энергию или информацию, но даже и соответствующее вещество». В то же время у этого образа могут быть и другие предшественники, на которых указывает А. В. Скобелев: это, например, может быть луч «космического маяка», на который ориентируется звездолёт, или световой импульс, возникающий при работе фотонного двигателя.
Ключевой в песне стала тема «почкования» (партеногенеза) без участия особей мужского пола. Крылов указывает, что этот вопрос разбирался в статье В. Геодакяна в журнале «Наука и жизнь» за март 1966 года. Автор статьи, рассказав о некоторых биологических видах, способных к бесполому размножению, завершал статью словами, «что социальный и технический прогресс будет сопровождаться неуклонным возрастанием роли и доли женщин в обществе». В том же месяце в журнале «Техника — молодёжи» появилась публикация Р. Плятта и Ю. Юрьева «Театр микроминиатюр: Науч.-музык. шутка», среди тем которой были и размножение машин, и «теорья Эйнштейна». Тема партеногенеза захватила в 1966 году не только Высоцкого: тогда же её ввели в роман «Улитка на склоне» братья Стругацкие. Обнаружив такое совпадение в октябре 1966 года, Аркадий Стругацкий пришёл в восторг — по словам очевидцев, он «просто распластался на диване и дрыгал ногами».
В то время как Крылов акцентирует внимание на научно-популярных источниках вдохновения автора песни, А. В. Скобелев указывает, что на её образы могли повлиять также более ранние произведения в жанре научной фантастики. В частности, отражатель, который герой «слегка покривил» при посадке, — почти непременный атрибут звездолётов в фантастике 1960-х годов (и более ранней, в том числе в «Пути на Амальтею» Стругацких). Распространены были в космической фантастике и упоминания анабиоза в ходе дальних перелётов, а в теме почкования и Высоцкого, и Стругацких опередил Герберт Уэллс, в чьём романе «Война миров» так размножаются марсиане.

### Юмор и сатира
Наряду с фантастической составляющей песни исследователи широко отмечают юмористическую и сатирическую подоплёку. Так, обращается внимание на умышленные или неумышленные оговорки лирического героя: звезда Тау Кита названа созвездием; утверждается, что «у таукитов // в алфа́вите слов // — немного», хотя алфавит состоит из букв, а не из слов; кибернетический переводчик назван «гидом», а распространённая со времён Ефремова формулировка «братья по разуму» («Туманность Андромеды») переосмыслена сначала как «товарищи по разуму», а позже как «братья по полу». Л. Томенчук отмечает такие строки, как «лечу в настроеньи питейном» и «Но таукиты… // Наверно, успели набраться: // То явятся, то растворятся…», и заключает, что Высоцкий давал слушателям понять — всерьёз к впечатлениям явно нетрезвого лирического героя относиться нельзя.
Юмористическую окраску придают песне словоформа «на Тау Ките» (в наименованиях звёзд название созвездия обычно не склоняется, оставаясь постоянно в одном и том же падеже), а также многочисленные окказионализмы — уже упоминавшиеся «таукиты», «таукитовый», «таукитянин», «таукитянка» и «таукитайский».
Словоформа «таукитайский» обращает на себя внимание тех исследователей, которые усматривают в песне сатирический подтекст — намёки на сложные отношения СССР и Китайской Народной Республики в 1960-е годы. М. А. Раевская отмечает, что первым на эту возможность указал не кто-то из русских литературоведов, а болгарин Слави Мачев ещё в 1984 году (в русском высоцковедении этот взгляд отражён только с 2000-х годов). Фраза «Там таукитайская братия // Свихнулась — по нашим понятиям» позволяет Крылову и А. В. Кулагину рассматривать песню в рамках «китайского цикла» Высоцкого, в других песнях которого конфликт описывается не иносказательно, а напрямую. С. В. Свиридов упоминает формулировки «товарищи наши по разуму» и «всё стало для нас непонятно» как аллюзии соответственно на общепринятое в соцлагере обращение и на «китайскую грамоту», а переход на почкование — как пародию на китайские усилия по снижению рождаемости. Впрочем, как замечает Скобелев, на Тау Кита, согласно тексту песни, не китайская версия коммунизма, а «строй буржуазный» — как в вышедшем незадолго до этого детском фантастическом романе Николая Носова «Незнайка на Луне».
И. В. Бестужев-Лада, с другой стороны, полагает, что песня изобилует намёками на свои, советские порядки, которые хорошо понимал зал, который «взрывался хохотом… едва ли не после каждой строки». В качестве примеров сатирических образов Бестужев-Лада приводит начальство, при малейшем поводе переходящее на мат («В запале я крикнул им: мать вашу, мол!»), и в особенности «надзирателя с умом и моралью унтера Пришибеева», который бросается «наводить порядок» там, где происходят важные общественные перемены.
В статье Свиридова «Гнусная теорья космических негодяев. Опыт футурологии Высоцкого» высказано предположение, что под «гнусной теорьей» Высоцкий подразумевает не теорию относительности, а научный коммунизм. Общей чертой идей Ленина и Эйнштейна автор статьи называет «претензию на универсальность», которую, по его мнению, отвергает Высоцкий. Ужас героя перед перспективой установления на Земле тех же порядков, что на Тау Кита, таким образом, согласно исследователю, усугубляется осознанием полной неизбежности такого будущего. Помимо отрицания универсальности каких бы то ни было идей, Свиридов находит как в «Тау Кита», так и в написанном одновременно с ней «Марше космических негодяев» ещё один мотив, который также может квалифицироваться и как сатирический, и как более глубинный, философский. С его точки зрения, эти тексты выражают неприятие Высоцким «нравственной относительности, которая развязывает человеку руки, освобождая его от Бога, от морали, от ответственности». Тау Кита в этой трактовке — «созвездие абсолютной относительности», предельно чуждое человеку, из которого герой пытается бежать назад к людям.